# ピクシーゲイル
『ピクシーゲイル』 (pixy gale) は、宮下未紀による日本の漫画作品。

## 概要
富士見書房の雑誌『月刊ドラゴンエイジ』で2005年7月号から連載されている。なお、2005年10月号から2006年8月号の間は休載し、2006年9月号から再開したが、2007年3月号掲載の第13話を最後に休載。そのまま2007年9月号にて「都合により無期休載」と告知されている。

## あらすじ
生まれつき、重い心臓病を患っていた少女・りかの。しかし心臓を提供するドナーが現れ、移植手術を受ける。そのドナーは“魔法使”として高名だった神父「ゲイル」であった。
退院したりかのは心臓を狙う少女・エレインに襲われる。危ない所を助けたのはゲイルの弟子であった少女・雷震（ローレイ）だった。彼女のゲイルへの思いに打たれ、りかのはそのまま雷震と行動を共にするようになる。自分に移植された心臓が持つ意味やゲイル本人のことを全く知らないままに、雷震に惹かれていくりかの。それがゲイルの心臓が発している雷震への愛情なのか、自分自身で抱いている気持ちなのかわからず、りかのは戸惑う。
魔法使・ゲイルの心臓を移植されるということは彼の“ピクシー”になるということであった。そして、ゲイルの遺志に反して心臓以外の部分がりかの以外の数人に移植されていたことが判明する。心臓に込められたゲイルの魔力が尽きる前に他の移植者を倒さなければ、やがては心臓は朽ち果て、りかのは死んでしまう。その事実を知ったりかのと雷震は、非合法に移植された他の者たちを探すことになる…。

## 主な登場人物

### 主要人物
渡会 りかの（わたらい りかの）
- 職業：魔法使・神父（異端調査課・第16分室に所属）
- 年齢：15歳
- 髪型：金髪のショートヘアーで右側の一束だけは長く、普段はスカーフ様の大きな赤いリボンでまとめている（私服時や扉絵では別のデザインのリボンで束ねている時もある）
- 眼の色：金に近い茶色
- 服装：十字架のデザインがついた白系の神父服や、私服ではミニワンピースなどを着用。扉絵などの特殊な服装をしている場合も含めて、黒いニーソックスを履いていることが多い。シスター服やメイド服を着たこともある。
- 杖：白銀色の十字架形
- ロザリオ：銀色の箱のような形状。ロザリオと共に、ゲイルから託された金色の「鍵」、雷震から退院祝いとして贈られた金色の翼形のアクセサリーも共に常に首にかけている。（ロザリオ以外は服の中に入れている）

主人公。生まれつき重い心臓病を患い、16歳までも生きないと言われていた。そのため人生を達観したようなところがある。体形は小柄で貧乳。胸の中央には心臓移植の傷痕が縦に大きく残っている。物語が進むにつれて、前向き、無鉄砲、天然ボケの描写が増えて来た。高所恐怖症である。
施設で育った後、聖マリアンヌ病院の第7病棟に長く入院していたが、生きることへの執着心から、病院を出られるならと条件を確認せずに心臓移植に同意。退院後はドナーであるゲイルの後継者として神父となる。また、地位や、財産、住居、杖などの持ち物はもちろん、住み込みメイドのエリスや弟子の雷震の身柄も、"所有物"として相続している。生前のゲイルに一度だけ会っているが、ゲイル本人によってその記憶は消されている。
生来の魔法使ではないが、ゲイルの心臓を移植されたことにより魔法使になった。戦闘能力は皆無で、魔法も、奪われたゲイルの形見の杖を手元に引き寄せたり、折れたエレインの杖を使って窓ガラスを割ったことがあるのみである（ただし、普通は他人の、しかも折れた杖で魔法を発動させることはできない）。
孤児であり友人もなく、望んでいなかったながらも施しを受けて育ってきたために、人間関係や所有物に対する認識が希薄で現実的ではない。しかしそれは求めても手に入らなかった故であり、潜在的には自分を求めてくれる存在を欲している。そのせいか、自分を特別大事にする雷震に対して特別な執着心を見せるが、雷震の愛情は自分自身ではなくゲイルの心臓だけに向けられているのではないかというジレンマを抱いている。
楊 雷震（ヤン・ローレイ）
- 職業：魔法使（異端調査課・第16分室に所属）
- 髪型：ライトグレーのロングヘアー
- 眼の色：青みを帯びた深いグレー
- 服装：チャイナ服など深いスリットが入ったタイトな黒系のロングワンピースが主。外出時はその上からフード付きの黒いコートか黒いジャケットを羽織る。
- 杖：白銀色の、刃のついた槍状。刃の根元に玉状の装飾がある。刃とは逆側の柄は鋭く尖っている。
- ロザリオ：手びねりのような曲線状の銀装飾を組み合わせたもの。端が尖っている。

亜人種である“ネコ”の少女。一人称は「俺」で男言葉を使う。子供の時にゲイルに引き取られ、ゲイルを師匠と仰ぎ魔法使となった。ゲイルに心酔しており、その心臓と彼の遺志を受け継いだりかのを心底大切にしている。リアリストで短気。感情表現は豊かではなく、自分の思いとは裏腹にりかのからは嫌われているのではないかとしばしば誤解される。
負傷部にキスをすることで治療する能力を持つ（切り傷や火傷など）。また、口にキスをして気を失った者の体力を回復することもできるようだ。戦闘能力は非常に高く、投薬されて超人的な力を持ったエレインに体術で互角以上に渡り合った。名目上りかのの弟子を名乗っているが、実質は護衛でありお守役である。
家事が苦手で、昔ゲイルに「（家のことは何も）しないでくれ」と言われたことがある。

### ゲイル周辺
エリス
- 職業：メイド
- 髪型：灰色がかかった白銀色のボブカット
- 眼の色：青紫
- 服装：ロングのメイド服
- ロザリオ：曲線形の凝ったデザイン。首輪についているので厳密にはロザリオではない。

雷震と同じく“ネコ”の女性で、かつてはゲイルに仕えていたメイド。ゲイルがいなくなってからも屋敷を守り、後継者であるりかのにも引き続き仕える。従順かつ有能で、立ち居振る舞いは優雅。メイドとしての行動には徹底しており、主人を絶対に裏切らず、主人の前では決して椅子に座らない。また、本来主人ではない雷震にも「様」をつけて呼ぶ。
ペットのカラスに愛情を持って世話をしている。彼女の性格から考えて、彼女自身が飼っているわけではなく元はゲイルの所有物であったと思われる。
人から「さん付け」で呼ばれることを嫌がる。
ヴィンセント・ゲイル
- 職業：魔法使・元神父（異端調査課・第16分室に所属）

故人。心臓を提供されるレシピエントとしてりかのを指名し、自身の相続人にも指定。その理由はまだ明らかにされていない。遺言では「心臓のみを譲る」となっていたが、りかのへの移植手術の直後に遺体が行方不明になったため、身体の他の部分を移植された人物が複数存在する。顔は登場していない。

### 教会関係者
マーガレット・エイミス
- 職業：異端調査課・第16分室室長
- 髪型：茶色のロングヘアーをお下げの三つ編みにし、更にリボンでリング状にまとめている
- 眼の色：ブラウン
- 服装：仕事中は黒系のシンプルなドレス。私服はブラウスにジャンパースカートなど。眼鏡をかけている。
- ロザリオ：Y字チェーンのシンプルなデザイン

りかのや雷震の上司に当たる女性。陽気な性格だが、もともと多忙な上、暴走しがちな雷震のため上層部との板挟みになることもあり、苦労させられている。その一方で雷震やりかのの良き理解者であり、職務を超越した援助も惜しまない。今の所、雷震が敬語を使う唯一の人物である。
ステラ
- 職業：監査官
- 髪型：ストレートのロングヘアー（色は不明）
- 服装：シスター服
- ロザリオ：曲線的なデザイン

マーガレットの上司。分室を訪れ、雷震の暴走を抑えられないマーガレットに釘を刺す。
見習いシスター3人組
りかのや雷震が所属している教会の見習いシスターたち。常に3人で登場する。ゲイルの後任として突然現れたりかのに戸惑い冷たく接するが、番外編ではりかのにシスター服を貸したり、（好奇心もあるが）りかのが気になって後をつけたりと、さほど険悪な関係ではない様子。雷震を密かに恐れている。

### 敵対人物
エレイン・リデル
- 職業：魔法使
- 年齢：16歳
- 髪型：濃いブラウンのロングヘアーで巻き毛。頭頂部に赤い大きなリボンをつけている。
- 眼の色：ブラウン
- 服装：白いパフスリーブのブラウスに、フリルのついた赤いスカート。入院時はシンプルな患者服。眼鏡をかけている。
- 杖：先端に小さな十字架があしらわれ、柄に細い金属を巻き付けたようなデザイン。十字架は尖っていて突き刺すことができる。
- ロザリオ：直線的でシンプルなデザイン

退院したばかりのりかのに接触し、ゲイルとの関連や情報などを聞き出そうとした少女。3年前に飛行機事故で両親と右腕を失い、聖マリアンヌ病院の第7病棟に入院していた（りかのと同じ病棟だが、その間の面識はない）。その後何らかの経緯を経てゲイルの右腕を移植され、退院。最初にりかのに接触した際、移植された右手でゲイルの杖を起動させてみせた。
腕がゲイルのものと知り激怒した雷震によって、二度目の戦闘時に腕を斬り落とされ、そのまま半殺しにされて第5病棟に再入院。回復後もしつこくりかのの命をつけ狙っていたが、三度目の戦闘で再び雷震に敗北。“ゲイルのピクシー”であることの意味をりかの達に教え、ピクシー達の血で血を洗う闘争からの離脱宣言をした。
可愛らしい顔立ちで、ぶりっ子を演じることもあるが、素の言動は粗暴で残忍。杖は雷震に折られた後メイベルによって秘密裏に回収され、再入院時に一時的に本人の手元に戻った（その後、おそらく教会に押収されたと思われる）。りかのに接触するまで自分の杖を持っていなかったことから、生来の魔法使ではないと考えられる。また、ある団体に所属し、その指示で動いていたようだが詳細は不明。
メイベル・ガーランド
- 職業：看護師（聖マリアンヌ病院・第5病棟に所属）
- 髪型：薄い茶のロングヘアーをお下げの三つ編みにしている
- 服装：ロングのナース服。私服はピンクハウス系を思わせるフリルつきのロングワンピース。

ルイザ、フローレスと行動を共にし、彼女達の姉的存在。温和な顔立ちに似合わず策士である。入院しているエレインに近づきピクシーの情報を引き出すと共にりかのへの襲撃を焚き付ける、雷震が同僚の看護師に預けたエレインの資料を握りつぶす、その資料をエサに雷震に接触し、りかの周辺の警備を手薄にさせフローレスに襲わせるなど。
エレインを看護する際に水に薬物を混ぜて彼女の戦闘能力を上げ、その上で戦闘能力がないはずのりかのと「いいとこ共倒れ」という意味の発言をしていることから、エレインとは別の、ゲイルやピクシーに関する知識や情報を持っていることが考えられる。
ルイザ
- 職業：不明
- 髪型：セミロングの髪をお下げにして結んでいる（色は不明だが、おそらく黒髪だと思われる）
- 服装：袖口がギザギザにカットされたカットソーとミニスカートを着用し、外出時はマフラーを巻いている。

メイベル、フローレスと行動を共にしている“ネコ”の少女。自傷癖があり、指を齧ってしまうので常にほぼ全ての指に包帯を巻いている。売り物にならず冷遇された過去を持ち、そのことから「ダメ」という言葉に過敏で、キーワードを引き金にしてパニックに陥ることがある。自分を大切に扱ってくれるメイベルに対して依存心を抱き、またフローレスの身を本気で心配したり都市伝説や迷信を頭から信じてしまうなど、素直な一面もある。
フローレス
- 職業：不明
- 髪型：ショートヘアー（色は不明）
- 服装：セーラー襟のブラウス、プリーツのミニスカート、白っぽいニーソックスを着用。首と太ももに包帯を巻いている。

メイベル、ルイザと行動を共にする少女。背はりかのより僅かに小さいが戦闘能力が高く、蹴りのみで成人男性を倒してしまう。人形のように表情がなく、淡々としたしゃべり方をする。常に冷静で現実的な考え方をするため、感情で動くルイザには鋭い一言を入れることがある。
りかのが道で絡まれた際に助け、りかのの愚痴に対してフローレスなりの言葉で励ましている。その後彼女の家を訪ね、油断しているところを襲った。その際、ゲイルの右目を移植されたピクシーであることが判明。他者の行動を先読みする能力を見せた。

## 設定
魔法使（まほうつかい）
“神の末裔”と言われ、生まれつき、魔法を使うことができる体質の人間（亜人種を含む）。りかのはもともと魔法使ではなかったが、ゲイルの心臓を移植されたため、魔法使の能力を得た。女性が多く、ゲイルのような男性の魔法使は稀。打たれ強く、高い所から落ちても無傷だったり、瀕死の重傷を負っても早期に回復する。
特殊能力を持つため教会から迫害された歴史があるが、現在は立場を翻した教会によって身柄を管理されている。また、そこに同調しない、いわゆる“モグリ”の魔法使も存在する。また、魔法使同士の私闘は不問であり処罰されることはない。
杖（ロッド）
魔法使がその力を発揮するために使用するもの。外見は、デザインはいろいろあるものの約2mほどの棒状である。魔法の発動（“起動”と呼ぶ）に使うほか、物理的な直接攻撃や防御にも使うこともある（棒術の棒や槍術の槍のように使われる）。個々の魔法使に応じて調整されている精密な魔術道具（マジックアイテム）であり、持ち主以外が起動することはできない。持ち主にとってはとても軽いが、他者が持つととても重いらしい。高価であり、専門の職人や杖屋が存在する。
ピクシー
魔法使の身体器官を移植することで、生物に特殊能力を与える手法、またはそのようにして能力を得た人間や動物。移植部位を除去するとピクシーとしての能力も消える。「替えの効かない部位」であるほどピクシーとしての能力も高くなるため、現時点でゲイルのピクシーとして最も能力が高いのは、りかのだということになる。通常は魔法使の使役としてつくられ、元となった魔法使が死亡するとその能力は消えるが、ゲイルの場合は例外であり、未だ明らかになっていない謎が多い。りかのやエレイン、フローレスのように、ゲイルの身体を移植された者たちは“ゲイルのピクシー”であるが、りかのの主治医やマーガレットの発言から、りかのに関しては単なる“ピクシー”としての存在にとどまらないようだ。
ネコ
作品世界に存在する亜人種。外見はほとんど人間と同じだが、耳は人間のものではなく、動物の猫の耳と同様の三角形にとがって毛に覆われたものが頭頂部近くについている。いわゆる猫人間だが、しっぽがある人物は今の所登場していない。
使用人や愛玩奴隷など、人間に従属する存在として扱われるなど社会的地位は低い。高級店には単独で入れず、耳以外は人間と外見的に大差ないにもかかわらず「匹」で数えられることすらある。また、ネコを何人も抱えている人は金持ちであると認識されている。
異端調査課（いたんちょうさか）
教会の役割の1つとして、いわゆる「魔女狩り」を行う部署。かつては火あぶりなどをしていたが、今は魔法の能力がある者を探して登録してもらい、魔力（奇蹟の力）のデータを取るのが主な仕事。仕事の内容上トラブルになることが多いので、各分室で戦闘能力を持った魔法使を抱えている。ゲイルや雷震もその1人である。
聖マリアンヌ病院（せんとマリアンヌびょういん）
いくつもの棟を持つ大病院。第7病棟は診療科に関わらず症状が重篤な患者が多い特別病棟となっており、特にりかのが入院していた大部屋は「退院できる子のいない部屋」である。そのためか、担当医師でさえ患者の顔や名前を把握していない（認識する気がない）ようで、患者は個体識別番号で管理されている。入院時に退院できないことに関する“誓約書”を書かされる（退院は“特別措置”である）、魔法使がらみのトラブルが多い、基本的に面会が禁止されているなど、実態が謎な部分が多い。今の所、患者は子供しか描写されていないので小児病棟とも思われる。メイベルが所属する第5病棟は外科。

## 書誌情報等

### 単行本
- 宮下未紀 『ピクシーゲイル』 角川書店〈角川コミックス ドラゴンJr.〉、既刊2巻

1. 2006年12月1日発行、ISBN 4-04-712471-0
2. 2006年12月28日発行、ISBN 4-04-712475-3

## こぼれ話
- 各話のサブタイトルは登場人物の名前の英語表記である。
- 第1話は単行本収録に当たってほとんどが描き直され、連載時とはかなり内容が変わっている。これを含め、第1巻収録分は半分近くの60ページ以上が描き直されている。
- 第1巻と第2巻は1か月弱という短期間の連続刊行で、これを記念してドラゴンエイジ2007年1月号には表紙掲載および巻頭カラー特集が組まれた。また第1・2巻購入者を対象に、不要となった連載時の生原稿プレゼントフェアが行われた[1]。
- 連載開始以前、作者が別名義で出していたボーイズラブ同人誌に「ピクシーゲイル」というタイトルが使われていた。内容の関連は全くない。
- エリスと同デザインの猫耳少女が、連載開始以前よりたびたび作者のオリジナルイラストに登場していた（単発イラストや同人活動でのイラストが主であり、決まった名前は公表されていなかった）。